# TK-17 Archangel'sk
Il TK-17 Archangel'sk è stato il quinto SSBN costruito della classe Typhoon. Impostato presso il cantiere  Sevmash di Severodvinsk, risulta formalmente a carico della Flotta del Nord.

## Storia
La costruzione del TK-17 iniziò presso il cantiere Sevmash di Severodvinsk il 24 febbraio 1985, e lo scafo del sottomarino fu varato nell'agosto 1986. Entrato in servizio nella marina sovietica il 6 novembre 1987, fu inquadrato nella  18ª Divisione della Flotta del Nord il 19 febbraio 1988.
Tra l'agosto del 2001 ed il novembre del 2002, fu sottoposto a lavori di revisione presso il cantiere dov'era stato costruito. Mentre il battello era in revisione, nel luglio 2002, in seguito ad una petizione dell'equipaggio, il comando della flotta adottò per il sottomarino il nome di Archangel'sk, come l'omonima città della Russia Artica. Il 17 febbraio 2004, il TK-17 fu visitato dal presidente russo Putin, durante una parata militare. Nel 2005, è stato deciso di revisionare e modificare il sottomarino, in modo da renderlo capace di imbarcare i nuovi SLBM Bulava.
Nel dicembre 2008, il TK-17 Archangel'sk risultava formalmente a carico della Flotta del Nord, anche se privo di armamento missilistico imbarcato.
In data 19 gennaio 2018 viene annunciata la sua demolizione a partire dal 2020.